# Taça de Hóquei em Patins da Cidade de Maputo
A Taça de Hóquei em Patins da Cidade de Maputo é uma competição de hóquei em patins em Moçambique, disputada pelos quatro melhores classificados do Campeonato de Hóquei em Patins da Cidade de Maputo.

## Vencedores
| Ano  | Campeão                                     | Finalista                   | Res.          | Noticia |
| ---- | ------------------------------------------- | --------------------------- | ------------- | ------- |
| 2016 | Grupo Desportivo Estrela Vermelha de Maputo | Grupo Desportivo de Maputo  | 6 - 1         | [ 1 ]   |
| 2015 | Grupo Desportivo Estrela Vermelha de Maputo | Clube Ferroviário de Maputo | 8 - 2 / 4 - 1 | [ 2 ]   |

## Número de titulos por Clube
| Clube                                       | Taças |
| ------------------------------------------- | ----- |
| Grupo Desportivo Estrela Vermelha de Maputo | 2     |
| TOTAL                                       | 2     |

## Ligações Externas

### Sítios Moçambicanos
- Federação Moçambicana de Patinagem
- Jornal de Notícias de Moçambique com actualidade do Hóquei Patins neste País
- Notícias de Hóquei Patins de Moçambique

### Internacional
- O Hóquei em todo o Mundo
- Mundook-Actualidade Mundial do Hóquei Patinado (em Português)
- Solo Hockey-Actualidade Mundial do Hóquei Patinado (em Castelhano)